# Phil Younghusband
Philip James Placer "Phil" Younghusband (Ashford, 4 augustus 1987) is een Engels-Filipijnse voetballer. Younghusband speelde tot 2008 bij de Engelse profclub Chelsea FC. In die periode speelde hij enige tijd op uitleenbasis voor het Deense Esbjerg. Nadat hij drie jaar lang enkel voor het Filipijns voetbalelftal had gespeeld ging hij in 2011 voetballen bij San Beda F.C. in de Filipijnen. Phil Younghusband is sinds zijn debuut in 2006 als Filipijns international, samen met zijn broer James Younghusband, uitgegroeid tot een van de dragende spelers van dat elftal.

## Carrière

### Loyola Meralco Sparks
Op 19 augustus 2011 werd bekendgemaakt dat Phil en zijn broer James Younghusband drie jaar bij Loyola Meralco Sparks hadden getekend. Phil maakte zijn debuut in de United Footbal Cup, een bekercompetitie, waarin hij direct een recordaantal van 7 doelpunten maakte in de door Loyala met 15-1 gewonnen wedstrijd tegen Team Socceroo. In de finale van de competitie werd met 2-0 verloren van Philippine Air Force, maar Younghusband veroverde wel de Golden Boot Award met 25 goals in 7 wedstrijden

## Filipijns elftal
Phil Younghusband speelde in 2005 voor het eerst in internationaal verband toen hij met het Filipijns voetbalelftal onder 23 deelnam aan de Zuidoost-Aziatische Spelen in Manilla. In de met 4-2 verloren wedstrijd tegen Maleisië maakte Younghusband beide doelpunten. Een jaar later maakte Younghusband zijn officiële debuut als Filipijns international toen het Filipijns nationaal elftal zich eind 2006 via een kwalificatietoernooi probeerde te plaatsen voor het ASEAN voetbalkampioenschap van 2007. Hij werd met 6 doelpunten uit vier duels topscorer van het toernooi. De Filipijnen kwalificeerde zich daarmee voor het eindtoernooi. De Filipijnen eindigden daar zonder Younghusband, die zich in die periode op zijn club Chelsea wilde concentreren, op de laatste plaats in groep A door twee maal 4-0-verlies van Thailand en Maleisië een 0-0 gelijkspel tegen Myanmar.
| No. | Datum      | Wedstrijd                   | Uitslag | Wedstrijdverband                                     | Goals |
| --- | ---------- | --------------------------- | ------- | ---------------------------------------------------- | ----- |
| 1.  | 12-11-2006 | Laos - Filipijnen           | 2-1     | Kwalificatietoernooi ASEAN voetbalkampioenschap 2007 | 0     |
| 2.  | 14-11-2006 | Filipijnen - Oost-Timor     | 7-0     | Kwalificatietoernooi ASEAN voetbalkampioenschap 2007 | 4     |
| 3.  | 18-11-2006 | Filipijnen - Cambodja       | 1-0     | Kwalificatietoernooi ASEAN voetbalkampioenschap 2007 | 0     |
| 4.  | 20-11-2006 | Filipijnen - Brunei         | 4-1     | Kwalificatietoernooi ASEAN voetbalkampioenschap 2007 | 2     |
| 5.  | 13-5-2008  | Brunei - Filipijnen         | 0-1     | AFC Challenge Cup kwalificatietoernooi               | 0     |
| 6.  | 15-5-2008  | Filipijnen - Tadzjikistan   | 0-0     | AFC Challenge Cup kwalificatietoernooi               | 0     |
| 7.  | 17-5-2008  | Filipijnen - Bhutan         | 3-0     | AFC Challenge Cup kwalificatietoernooi               | 1     |
| 8.  | 9-10-2010  | Hongkong - Filipijnen       | 4-2     | Long Teng Cup 2010                                   | 2     |
| 9.  | 10-10-2010 | Chinees Taipei - Filipijnen | 1-1     | Long Teng Cup 2010                                   | 0     |
| 10. | 22-10-2010 | Oost-Timor - Filipijnen     | 0-5     | Kwalificatietoernooi ASEAN voetbalkampioenschap 2010 | 1     |
| 11. | 24-10-2010 | Filipijnen - Laos           | 2-2     | Kwalificatietoernooi ASEAN voetbalkampioenschap 2010 | 1     |
| 12. | 26-10-2010 | Filipijnen - Cambodja       | 0-0     | Kwalificatietoernooi ASEAN voetbalkampioenschap 2010 | 0     |
| 13. | 2-12-2010  | Singapore - Filipijnen      | 1-1     | ASEAN voetbalkampioenschap 2010                      | 0     |
| 14. | 5-12-2010  | Filipijnen - Vietnam        | 2-0     | ASEAN voetbalkampioenschap 2010                      | 1     |
| 15. | 8-12-2010  | Myanmar - Filipijnen        | 0-0     | ASEAN voetbalkampioenschap 2010                      | 0     |
| 16. | 16-12-2010 | Filipijnen - Indonesië      | 0-1     | ASEAN voetbalkampioenschap 2010                      | 0     |
| 17. | 19-12-2010 | Indonesië - Filipijnen      | 1-0     | ASEAN voetbalkampioenschap 2010                      | 0     |
| 18. | 9-02-2011  | Filipijnen - Mongolië       | 2-0     | AFC Challenge Cup kwalificatietoernooi               | 1     |
| 19. | 15-03-2011 | Mongolië - Filipijnen       | 1-2     | AFC Challenge Cup kwalificatietoernooi               | 0     |
| 20. | 29-06-2011 | Sri Lanka - Filipijnen      | 1-1     | 1e ronde Kwalificatietoernooi WK 2014                | 0     |
| 21. | 3-06-2011  | Filipijnen - Sri Lanka      | 4-0     | 1e ronde Kwalificatietoernooi WK 2014                | 2     |
| 22. | 23-07-2011 | Koeweit - Filipijnen        | 3-0     | 2e ronde Kwalificatietoernooi WK 2014                | 0     |
| 23. | 28-07-2011 | Filipijnen - Koeweit        | 1-2     | 2e ronde Kwalificatietoernooi WK 2014                | 0     |
| 24. | 30-09-2011 | Hongkong - Filipijnen       | 3-3     | Long Teng Cup 2011                                   | 1     |
| 25. | 02-10-2011 | Chinees Taipei - Filipijnen | 0-0     | Long Teng Cup 2011                                   | 0     |
| 26. | 04-10-2011 | Filipijnen - Macau          | 2-0     | Long Teng Cup 2011                                   | 0     |
| 27. | 07-10-2011 | Singapore - Filipijnen      | 2-0     | oefenwedstrijd                                       | 0     |
| 28. | 11-10-2011 | Filipijnen - Nepal          | 4-0     | oefenwedstrijd                                       | 2     |
| 29. | 29-02-2012 | Filipijnen - Maleisië       | 1-1     | oefenwedstrijd                                       |       |
| 30. | 09-03-2012 | Noord-Korea - Filipijnen    | 2-0     | AFC Challenge Cup 2012                               |       |
| 31. | 11-03-2012 | Filipijnen - India          | 2-0     | AFC Challenge Cup 2012                               | 2     |
| 32. | 13-03-2012 | Tadzjikistan - Filipijnen   | 1-2     | AFC Challenge Cup 2012                               | 1     |
| 33. | 16-03-2012 | Turkmenistan - Filipijnen   | 2-1     | AFC Challenge Cup 2012                               | 1     |
| 34. | 19-03-2012 | Filipijnen - Palestina      | 4-3     | AFC Challenge Cup 2012                               | 2     |
| 35. | 05-06-2012 | Filipijnen - Indonesië      | 2-2     | Oefenwedstrijd                                       | 1     |
| 36. | 12-06-2012 | Filipijnen - Guam           | 3-0     | Oefenwedstrijd                                       |       |
| 37. | 05-09-2012 | Cambodja - Filipijnen       | 0-0     | Oefenwedstrijd                                       |       |
| 38. | 07-09-2012 | Singapore - Filipijnen      | 0-2     | Oefenwedstrijd                                       | 1     |